# 아나톨리 루덴코
아나톨리 키릴로비치 루덴코(러시아어: Анато́лий Кири́ллович Руде́нко, 1982년 10월 7일 ~ )는 러시아의 배우이다.

## 출연 작품
- 스파이럴 (2014)